# Astragalus sesameus
Astragalus sesameus — вид квіткових рослин з родини бобових (Fabaceae). Ареал охоплює такі країни: Алжир, Болгарія, Хорватія, Франція, Греція, Італія, Мальта, Марокко, Португалія, Іспанія, Сирія, Туніс.

## Середовище
Це однорічна трав'яниста рослина, яка зустрічається на луках на сухому ґрунті, вздовж узбіч доріг та як бур'ян на полях. Нещодавно зареєстровано її появу на суглинках з недосконалим дренажем та помірним випасом у Марокко. Висоти: 0–2264 метри. Немає відомих серйозних загроз для цього виду.

## Біоморфологічна характеристика
Однорічна рослина, 5–30 см, білувато-волосиста, розпростерта або висхідна. Листя непарноперисте, з 8–10 парами еліптично-довгастих листочків. Прилистки вільні, ланцетно-загострені. Квітки дрібні, блакитні, по 4–10 в оберненояйцеподібних, густо зібраних головах, майже сидячі або з дуже короткими квітконіжками. Чашечка дзвоноподібної форми з війчастими зубцями, довша за трубку. Боби и 12–15 мм завдовжки та 3 мм завширшки, майже циліндричні, волохаті, гладкі. Цвітіння: квітень — червень.